# Новополоцкий трамвай

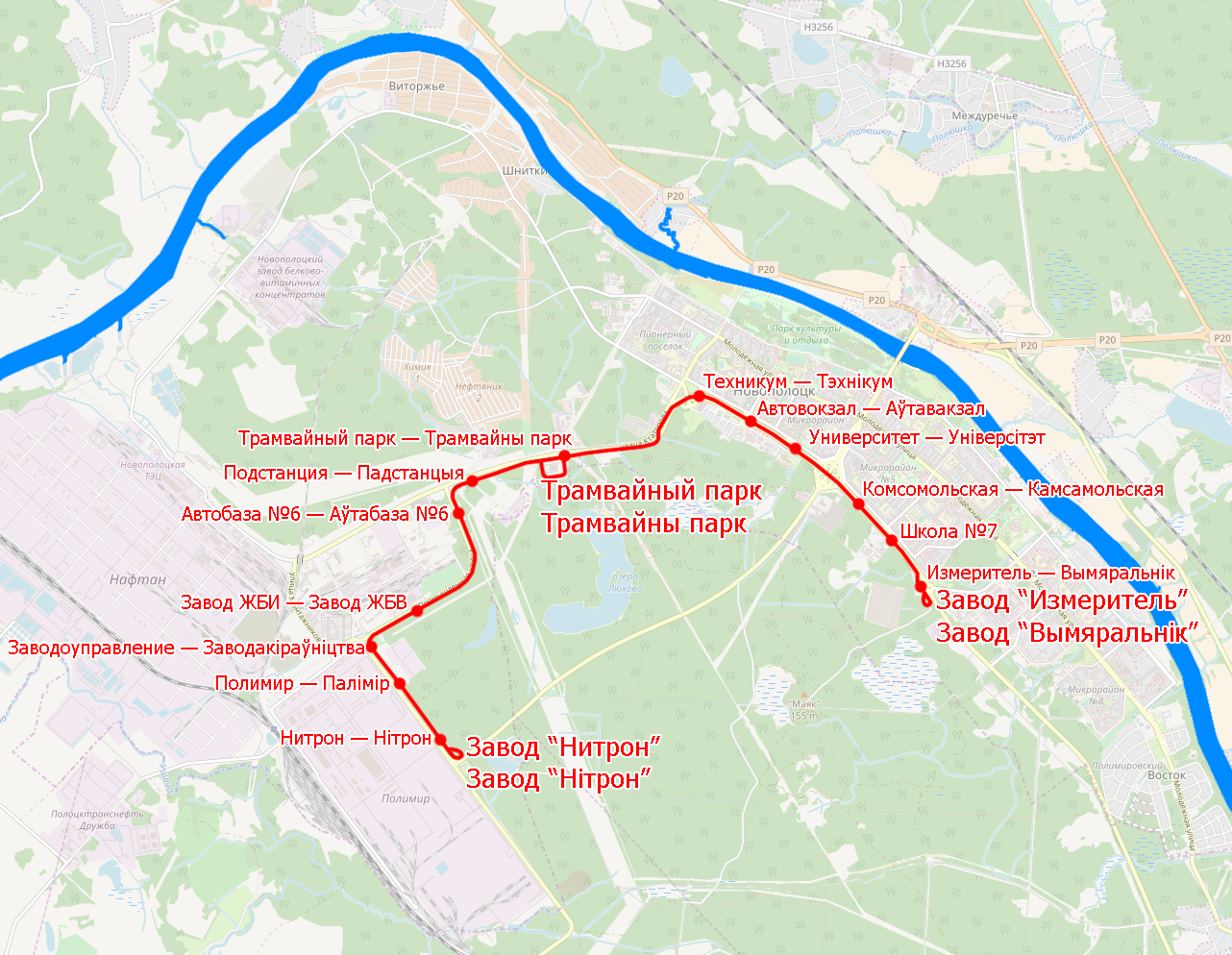
Трамвайная система Новополоцка.

Новополоцкий трамвай (бел. Наваполацкі трамвай) — вид общественного транспорта в Новополоцке. Существует фактически в виде скоростного трамвая. Открытие состоялось 21 мая 1974 года. Используется в основном персоналом завода «Полимир» и производства «Нитрон» завода «Полимир».
Трамвайная система в Новополоцке является третьей скоростной системой, открытой в СССР, и третьей, открытой в Беларуси.
По состоянию на сентябрь 2022 года в городе действует одна трамвайная линия, 2 маршрута, эксплуатируются 32 трамвайный вагон (26 линейных и 6 служебных). В 2015 году трамвай перевёз 1,4 млн пассажиров. На 2018 год водителями трамваев работали 22 человека, из них 19 — женщины
Оператором системы является НТКУП «Трамвайный парк».

## История

### Предпосылки создания
Вскоре после основания завода и запуска в эксплуатацию завода «Полимир» встал вопрос о быстром и экологическом транспорте, который бы подвозил сотрудников промышленных предприятий к месту работы. Первоначально планировалось создать троллейбусную линию, однако это было признано экономически невыгодным. Было решено создать трамвайную систему. Предполагалось, что трамвай также будет подвозить персонал и к Новополоцкому НПЗ, а позднее выйдет на правый берег Западной Двины по новому запроектированному мосту, однако в силу отсутствия финансирования, сложных условий проектирования и внутренних противоречий в городском руководстве проект продления линий по городу и до НПЗ не был реализован.

### Строительство
В 1967 году началось строительство трамвайной системы в Новополоцке. Основным его назначением был подвоз рабочего персонала к производственному объединению «Полимир» и оборонному заводу «Измеритель».
В период строительства в трамвайном парке существовал соединительный путь (гейт) с железной дорогой, по нему перевозили строительные материалы со всего СССР с железной дороги в город. Позже он был разобран, а его территория была отделена широкой улицей и заборами.
Часто проекты изменялись, например, было решено отказаться от подземных переходов у нескольких остановочных пунктов. Остановки не были обустроены. Отказались от продления линии до НПЗ и по городу с перспективой выхода на правый берег.

### Развитие с 1974 года
Трамвайный парк начал работу 26 декабря 1973 года. В феврале 1974 года трамвай КТМ-5М3 № 001 (списан в августе 2009 года) первым вышел на обкатку. Им управляла Екатерина Пархимович.
Утром 21 мая 1974 года первый новополоцкий трамвай вышел на линию. Им управляла Екатерина Гаврильчик.
В феврале 2003 года трамвайное предприятие было муниципализировано и передано городу (до этого оно было в составе цеха № 801 завода «Полимир»). Было образовано НТКУП «Трамвайный парк».
В 2000 году система перевезла рекордное количество пассажиров — 5,3 млн человек.
3 июня 2004 года был открыт укороченный трамвайный маршрут «Завод Измеритель — Трамвайный парк».
Летом 2004 года в Новополоцк прибыл первый трамвайный вагон модели АКСМ-60102. Последний вагон этой модели прибыл в трамвайный парк 22 августа 2012 года.
1 сентября 2011 года в трамвайный парк прибыл первый в Новополоцке вагон АКСМ-62103 № 059.
25 ноября 2014 года в трамвайный парк прибыл первый односекционный экспериментальный вагон АКСМ-802 № 061. Он был основан на сочленённом трёхсекционном АКСМ-843.
В настоящее время пути и контактная сеть сильно изношены, они нуждаются в замене. Местами контактная сеть всё же проходит ремонт.
| Перевезено пассажиров за год, млн                                                               |
| Графики недоступны из-за технических проблем. См. информацию на Фабрикаторе и на mediawiki.org. |

| Количество трамваев                                                                             |
| Графики недоступны из-за технических проблем. См. информацию на Фабрикаторе и на mediawiki.org. |

## Маршруты
Всего на линии трамвая 14 остановок. Среднее расстояние между ними — 0,76 км.
Существует два кольца: «Завод „Измеритель“», имеющее 4 пути, и «Нитрон», на котором 3 пути. На первом кольце 3 отстойных пути, на втором — 2. На левых отстойных путях обоих колец есть смотровые ямы, сейчас они не используются.
В настоящее время в Новополоцке официально действуют маршруты 1 и 1д.

### Действующие маршруты
| №  | Пункт А            | Пункт Б         | Режим работы | Протяжённость | Интервал        | Дата открытия |
| -- | ------------------ | --------------- | ------------ | ------------- | --------------- | ------------- |
| 1  | завод «Измеритель» | «Нитрон»        | ежедневно    | 9,1 км        | 10 - 60 мин.    | 21 марта 1974 |
| 1д | завод «Измеритель» | Трамвайный парк | ежедневно    | 4,6 км        | отдельные рейсы | 3 июня 2004   |

## Подвижной состав

### Модели и количество эксплуатируемых вагонов
Парк подвижного состава состоит из следующего количества вагонов:
- 26 пассажирских;
- 6 служебных.

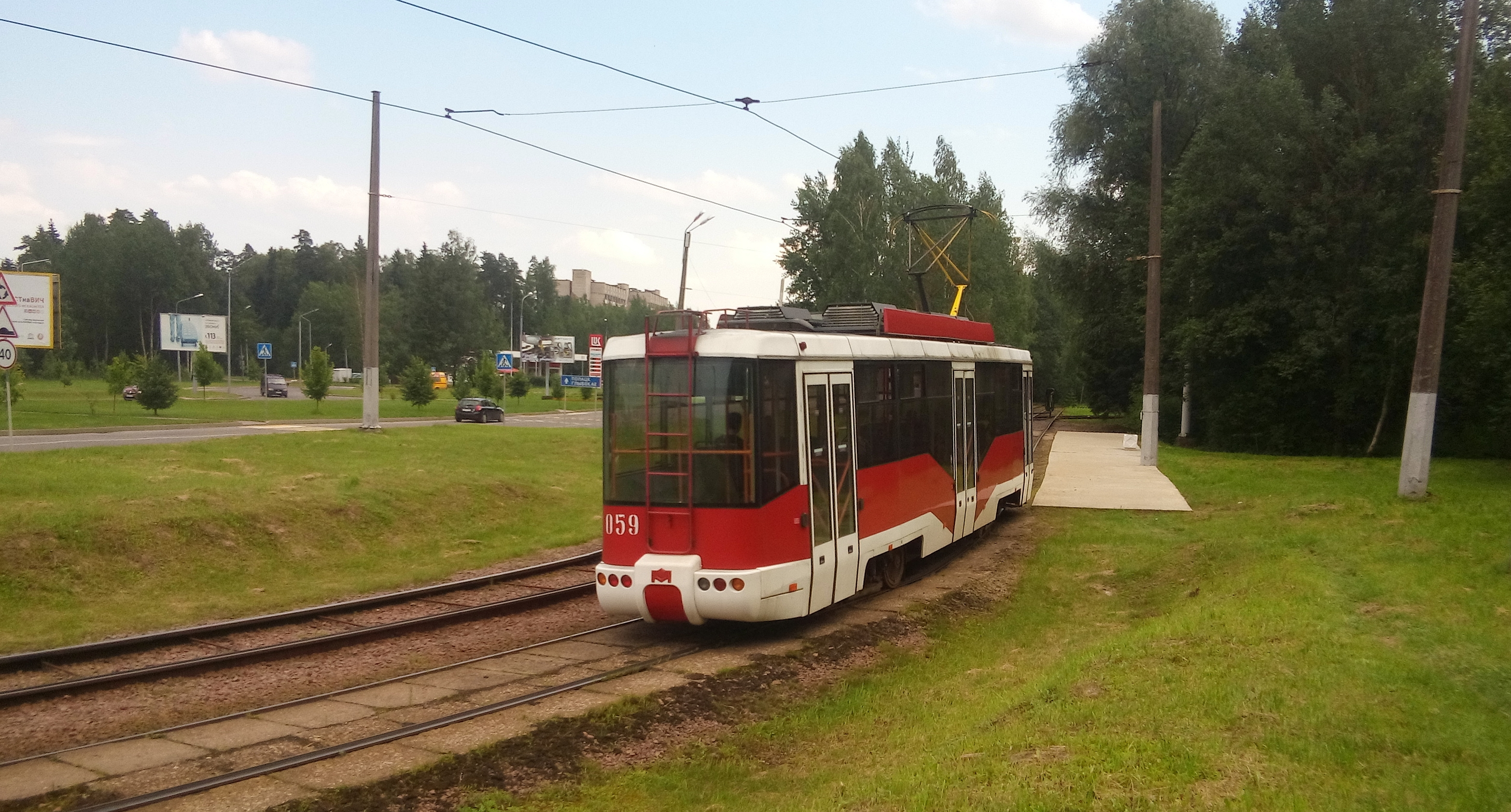
Трамвай АКСМ-62103 № 059 подъезжает к остановке «Завод „Измеритель“»

Большинство подвижного состава представляют состоит из вагонов КТМ-5 и АКСМ-60102. Вагоны КТМ-5 были изготовлены в 1973, 1986 и 1992 годах, АКСМ-60102 были изготовлены в 2004—2012 годах. Определённой окраски у вагонов нет.

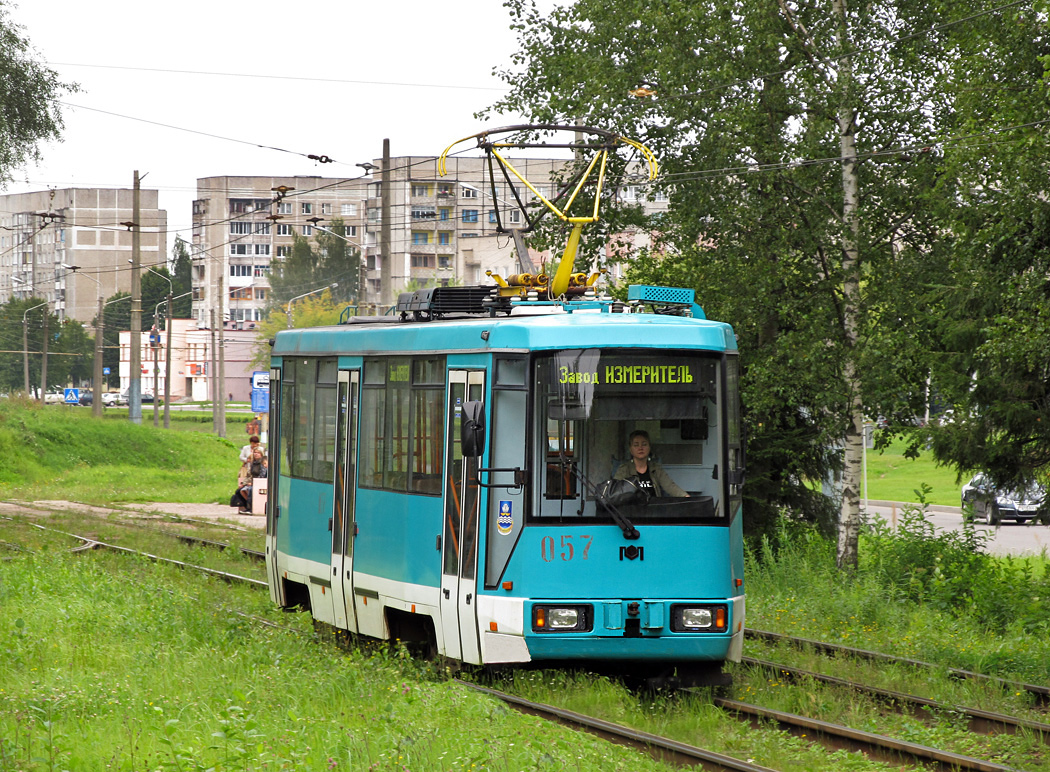
АКСМ-60102 № 057 на Комсомольской улице

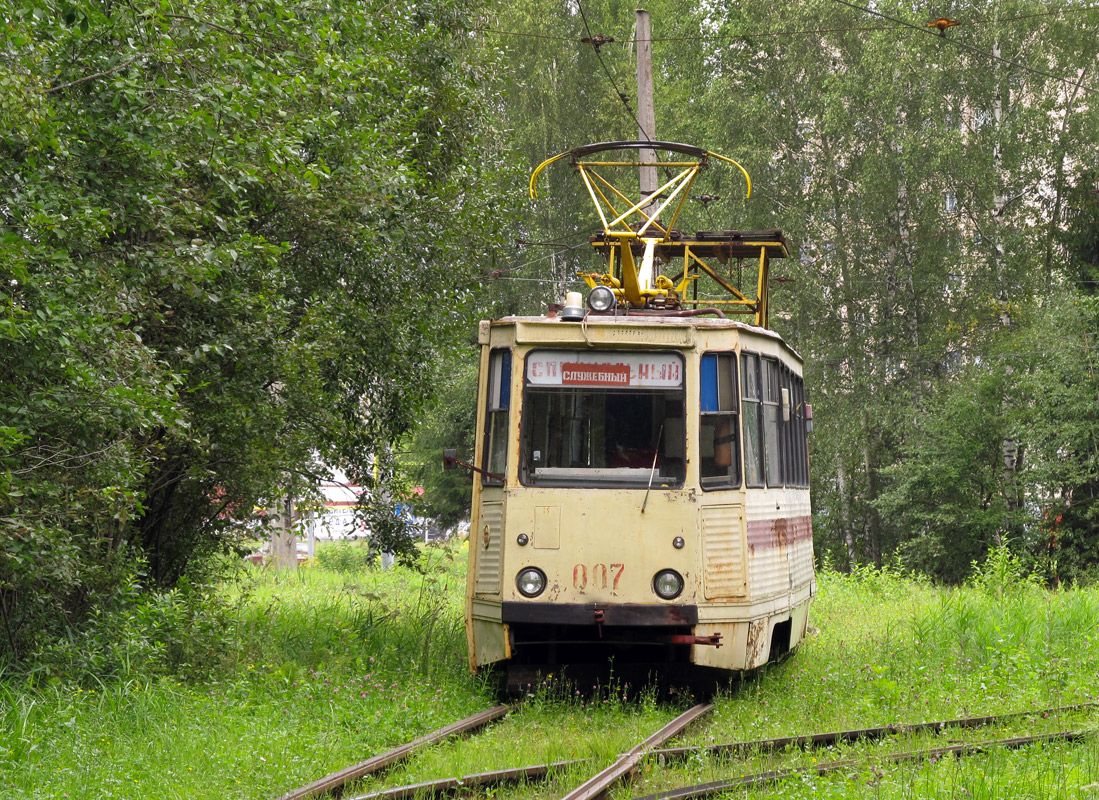
Вышка КС на базе двухкабинного вагона КТМ-5 № 007

| Линейные   |            |                                   |                     |                   |
| Модель     | Количество | Годы выпуска                      | Период эксплуатации | Примечание        |
| КТМ-5      | 14 ед.     | 1973, ноябрь 1986, 1992 (71-605А) | с 1974              |                   |
| АКСМ-60102 | 10 ед.     | 2004 — 2012                       | с 2004              |                   |
| АКСМ-62103 | 1 ед.      | август 2011                       | с 2011              |                   |
| АКСМ-802   | 1 ед.      | ноябрь 2014                       | с 2015              | экскурсионый      |
| Служебные  |            |                                   |                     |                   |
| Модель     | № вагона   | Год выпуска                       | Зав. №              | Примечание        |
| КТМ-5      | 007        | 1973                              | 1652                | Вышка КС          |
| ГС-4       | ГС-4 1     | 1970-е                            |                     | Снегоочиститель   |
| ГС-4       | ГС-4 2     | 1970-е                            | 10                  | Снегоочиститель   |
| ГС-4       | ГС-4 3     | 1970-е                            | 20                  | Снегоочиститель   |
| ТК-28      | ТК 28      | 1970-е                            | 489                 | Рельсотранспортёр |

### Система многих единиц
В Новополоцке ранее эксплуатировались несколько вагонов КТМ-5, работающих по системе многих единиц. За день на линию выпускали один-два трамвайных поезда, работающих по СМЕ. В настоящее время с июня 2021 года все сцепки были отставлены от работы и были расцеплены

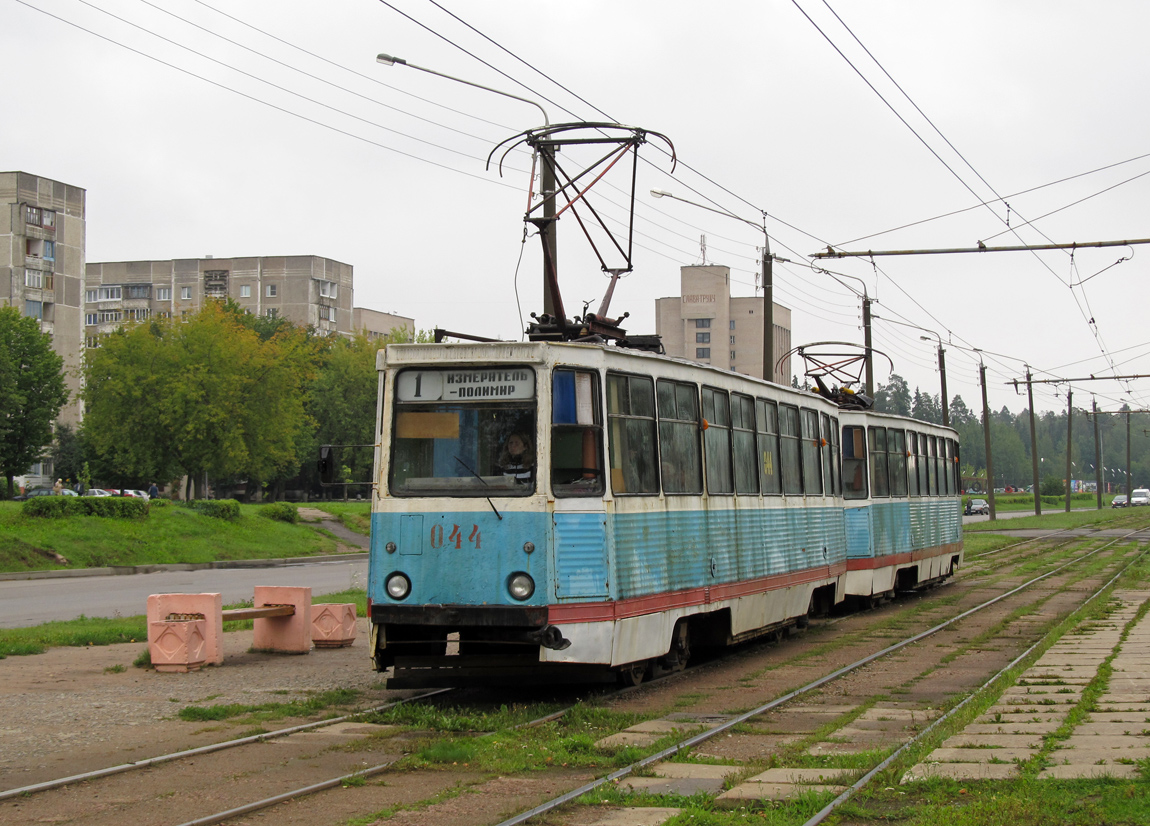
Вагоны КТМ-5 № 044 и 042, работающие по СМЕ

| №  | Вагоны  | Модель вагонов | Примечание  |
| -- | ------- | -------------- | ----------- |
| 1  | 005+028 | КТМ-5          | не работает |
| 2  | 010+035 | КТМ-5          | расцеплена  |
| 3  | 018+045 | 71-605А, КТМ-5 | не работает |
| 4  | 026+021 | КТМ-5          | не работает |
| 5  | 020+026 | КТМ-5          | не работает |
| 6  | 033+008 | КТМ-5          | не работает |
| 7  | 048+038 | КТМ-5          | не работает |
| 8  | 038+043 | КТМ-5          | расцеплена  |
| 9  | 036+042 | КТМ-5          | не работает |
| 10 | 044+042 | КТМ-5          | расцеплена  |
| 11 | 030+044 | КТМ-5          | не работает |
| 12 | 042+023 | КТМ-5          | не работает |

## Перспективы развития

### Перспективные трамвайные линии
| № | Перспективная дата открытия | Путь следования | Длина  | Примечание |
| - | --------------------------- | --- | ------ | --- |
| 1 | после 2022 года             | Кольцо «Завод „Измеритель“» — Комсомольская улица — Заводской проезд — Молодёжная улица — кольцо «''Подкастельцы''» (также рассматривается вариант размещения конечной станции в посёлке Полимировский; возможно строительство съезда вместо разворотного кольца)      | 3,2 км | Под мостом Молодёжной улицы в конце 80-х был сделан задел под трамвайную остановку. Сейчас на этом месте построена автостоянка. Является перспективным вариантом развития трамвайной системы, проект внесён в генеральный план города |
| 2 | после 2025 года             | Вариант 1: кольцо или съезд «Подкастельцы» — Молодёжная улица — улица Генова — перспективный мост — Чернещино — Полоцк, улица Зыгина — далее до автовокзала Вариант 2: кольцо или съезд в посёлке Полимировский — дорога в Полоцк — улица Петруся Бровки — ТРЦ «Манеж» |        | |